# Li Zuopeng

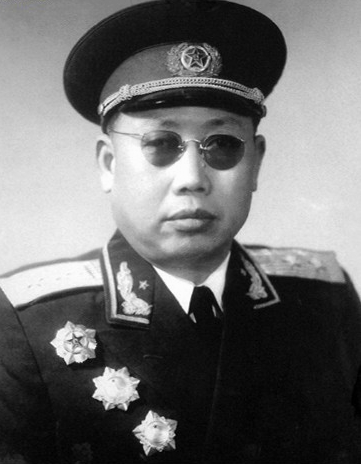
Li Zuopeng

Li Zuopeng (chinesisch 李作鹏; * 24. April 1914 in Jiangxi; † 3. Januar 2009) war ein chinesischer Generalleutnant der Volksbefreiungsarmee und Politiker der Kommunistischen Partei Chinas (KPCh), der unter anderem von 1967 bis 1971 Politkommissar der Marine der Volksrepublik China sowie zwischen 1969 und 1971 Mitglied des Politbüros der Kommunistischen Partei Chinas war.

## Leben
Li Zuopeng trat 1930 in die Rote Armee ein und wurde nach seiner Teilnahme am Langen Marsch von 1934 bis 1935 Offizier im Generalstab. Nach Gründung der Volksrepublik China am 1. Oktober 1949 hatte er verschiedene Funktionen in der Volksbefreiungsarmee wie zum Beispiel im Generalstab, an Ausbildungsschulen sowie als Kommandeur der 43. Armee. 1962 wurde er zur Marine der Volksrepublik China abgeordnet und war zunächst von 1962 bis 1967 deren stellvertretender Kommandeur. Im Juni 1967 wurde er Nachfolger von Su Zhenhua als Politkommissar der Marine und bekleidete diesen Posten bis September 1971, woraufhin Su Zhenhua wieder seine Nachfolge antrat. In dieser Funktion war er Mitarbeiter und Unterstützer von Verteidigungsminister Marschall Lin Biao während der 1966 begonnenen Kulturrevolution. Mit dem Machtzuwachs von Lin Biao wuchs sein eigener Einfluss innerhalb der Marine und beeinflusste unter dem Kommandeur der Marine Xiao Jinguang maßgeblich der Entwicklung der Seestreitkräfte. Als Politkommissar von Juni 1967 bis September 1971 war er in der Hochphase der Kulturrevolution erheblich für die Verfolgung von Offizieren verantwortlich, die nicht seine radikalen Ansichten teilten und die politischen Ziele über alles stellten. Während der Kulturrevolution verbündete er sich mit Lin Biao, Chen Boda, Wu Faxian, Ye Qun, Qiu Huizuo, Huang Yongsheng und einigen Gleichgesinnten um in verschwörerischer Absicht die Macht in den höchsten Partei- und Staatsgremien zu übernehmen.
Aufgrund von Aufruhr innerhalb der Marine und in weiten Teilen des Landes verringerte Li Zuopeng 1968 die Flugstunden von Marinefliegern von durchschnittlich 26 Stunden auf nur noch 12,5 Stunden im Jahr 1968. Im November 1969 verfügte er die Auflösung des Hauptquartiers der Marinefliegerverbände sowie die Entlassung der dortigen Offiziere von ihren Kommandoposten, was erst im Mai 1978 zurückgenommen wurde. Deshalb wurden die fliegerischen Einheiten der Marine sich selbst überlassen und unterstanden nicht mehr der Führung der Marine. So kam es, dass zwischen 1968 und 1978 die Unfallrate der Marineflieger sehr hoch war und es in dieser Zeit zu mehr als 70 Unglücksfällen kam. Auf dem IX. Parteitag der KPCh (1. bis 24. April 1969) erfolgte zudem seine Wahl zum Mitglied des Politbüros der Kommunistischen Partei Chinas sowie zum Mitglied des ZK der KPCh und gehörte diesen Spitzengremien bis zum 24. September 1971 an. Im Juli 1971 entschied sich Mao Zedong jedoch dafür, Lin Biao und dessen Generäle, Huang Yongsheng, Wu Faxian, Li Zuopeng und Huang Yongsheng, loszuwerden. Deshalb unternahm dieser vom 15. August bis zum 12. September 1971 eine Reise durch den Süden Chinas, um die Funktionäre auf den Sturz Lin Biaos und seiner Generäle vorzubereiten. Zu einem Eklat kam es bei den Feiern zum 1. Mai auf dem Tian’anmen-Platz, als Lin Biao sich über das Protokoll hinwegsetzte und nur eine Minute erschien, ohne mit Mao und seinen Gästen zu sprechen. Auf diese Weise erfuhr die Öffentlichkeit, dass die Führungsriege uneins war. Nachdem Lin Biao nach seiner Flucht aus China mit seiner Frau Ye Qun und seinem Sohn Lin Liguo unter ungeklärten Umständen über Öndörchaan in der Mongolei am 13. September 1971 ums Leben kam, wurde Li Zupeng am 24. September 1971 verhaftet und verlor seine Funktionen als Politkommissar der Marine, Mitglied des Politbüros sowie des ZK der KPCh.
1981 kam es zu einem Prozess gegen ihn vor dem Obersten Volksgerichtshof der Volksrepublik China, der ihn zu einer Freiheitsstrafe von 17 Jahren verurteilte. Trotz seiner bis dahin bereits zehnjährigen Haft bewirkten seine Entscheidungen weiterhin eine negative Entwicklung der Marine.